# Hedevig Ulfeldt
Hedevig Ulfeldt (Hedevig Christiansdatter, 15. juli 1626 på Haderslevhus – 5. oktober 1678 i Christianstad, på svensk Kristianstad) var datter af Christian 4. og hans hustru til venstre hånd Kirsten Munk. Hedevig opfostredes i en del af sin barndom hos mormoderen, Ellen Marsvin.
6. november 1642 ægtede hun på Københavns Slot lensmanden på Christianstad, Ebbe Christoffersen Ulfeldt til Ovesholm slot. Hun og Leonora Christina var de eneste af børnene, der var tilstede ved Christian 4.s død på Rosenborg 28. februar 1648. Få år efter greb Svigersønnernes fald og den inden for deres kreds voksende opløsningstilstand ind i hendes skæbne. Hendes mand, der på grund af mislig embedsførelse havde mistet sit len Bornholm, forlod i januar 1652 Danmark og søgte tilflugt i Stockholm. Hedevig fulgte ham to måneder senere. Hun deltog her i det underlige liv ved Dronning Christinas hof. Senere levede hun med sin mand på Braheberg i Uppland. Men forholdet mellem ægtefællerne var i høj grad ulykkeligt. Allerede under deres forlovelse i oktober 1641 vides der at have været uenighed imellem dem, og i Sverige kom de på fuldstændig krigsfod. Ebbe Ulfeldt var uden tvivl en brutal natur, der efter sin hustrus sigende svirede sine og hendes penge op, tyranniserede hende på enhver måde og endog truede hende med prygl. Hendes stemning over for ham var til gengæld det mest levende had; i et brev kalder hun ham "det forbandede kreatur"; sandsynligt er det også, at hun stod i kærlighedsforhold til en af hans undergivne. Til sidst kunne hun ikke udholde det længere og flygtede i oktober 1655 med sin formodede elsker til søsteren Leonora Christina, der boede på slottet Barth i Pommern. Herfra rejste hun til moderen, Kirstine Munk, på Boller; hun var også tilstede ved dennes begravelse i Odense i juli 1658. Ved skiftet efter moderen tilfaldt der hende Tåsinge; men besiddelsen af dette gods tiltrådte hun først et par år efter, og den blev kun lidet glædelig for hende. Hun måtte afstå eller pantsætte stykke for stykke til sine og sin mands kreditorer og levede 1661-64 i den yderste fattigdom på Valdemars Slot. I april 1664 rejste hun til Skåne, hvor hun opholdt sig den meste tid på Ebbe Ulfeldts gård Råbelev, måske af og til på Ovesholm. Det tjener til hendes ære, at hun viste sin ulykkelige søster Leonora Christina en varm sympati under hendes fangenskab; hun korresponderede hemmelig med hende, tog en tid hendes to yngste sønner til sig og rejste endog lige efter Frederik 3.'s død 1670 til København for at arbejde på hendes frigivelse. Hun døde 5. oktober 1678 og blev begravet i Trefoldighedskirken i Christianstad.